# 松井優征
松井優征（日语：／ Matsui Yūsei，1979年1月31日—），日本男性漫畫家，埼玉縣入間市出身。

## 經歷
- 2001年獲得「ラビングデッド」第51回天下一漫畫賞審査員特別賞受賞。
- 2004年憑《魔人偵探腦嚙涅羅》獲得第12回Jump十二傑新人漫畫賞準入選。

## 作品列表
連載
- 魔人偵探腦嚙涅羅，原名（《週刊少年Jump》2005年12號－2009年21號）－出道作品，短篇2回（未收錄）+正篇全202回（單行本全23冊）。
- 暗殺教室，原名（《週刊少年Jump》2012年31號－2016年16號）－正篇全180話+番外篇4話（單行本全21冊）。
- 擅長逃跑的殿下（《週刊少年Jump》2021年8号 - 連載中）

短篇
- 離婚調停，原名－共37頁，敘述宙斯與妻子離婚後、遇見一位女孩的故事。在《Jump Square》SUPREME單篇系列（2009年7月號）發表，收錄於《魔人偵探食腦涅羅》單行本第23卷。
- 東京百貨戰爭體驗記，原名－共35頁，在《少年JUMP NEXT!2011年夏季號》發表，收錄於《暗殺教室》單行本第21卷。
- 松井優征吃荒木飛呂彥親手製作料理進食計畫，原名－共4回，在《JUMP LIVE》1號發表，收錄於公式書《暗殺教室 公式角色書 點名的一課》。
- 松井優征吃六角恐龍進食計劃，原名－共9頁，收錄於《暗殺教室》公式書《暗殺教室 公式角色書 點名的一課》。

其它
- JoJo廚房 荒木飛呂彦的義大利麵作法，原名：《JUMP LIVE》1號企劃（2013年）。
- JoJo廚房 「我試吃了瑞典鹽醃鯡魚！」，原名：《JUMP LIVE》2號企劃（2014年）。

## 相關人物
- 麻生周一－與松井同鄉出身、同樣在《週刊少年Jump》連載的漫畫家。曾合作短篇「殺老師VS齊木楠雄 ～入間市最終決戰（日语：殺せんせーVS斉木楠雄〜入間市最終決戦〜）」[5]。

### 師承
- 澤井啟夫－出道之前擔任過澤井的助理，於連載《鼻毛真拳》期間主要負責彩頁插圖[6]。不僅如此，其出道連載作品《魔人偵探腦嚙涅羅》第4回出場的角色至郎田正影後來也在漫畫《鼻毛真拳》第49回客串。

### 助手
- 山本一也（日语：やまもとかずや）[來源請求]
- [7]

## 電視出演
- SWITCH Interview 達人們（日语：SWITCHインタビュー 達人達）（2015年3月7日，NHK教育）與設計師佐藤オオキ（日语：佐藤オオキ）的對談。

## 外部連結
- https://web.archive.org/web/20090921163154/http://www2.ocn.ne.jp/~genei/MATUIYUSEI.html
- http://dic.nicovideo.jp/a/%E6%9D%BE%E4%BA%95%E5%84%AA%E5%BE%81 （页面存档备份，存于）